# Molde

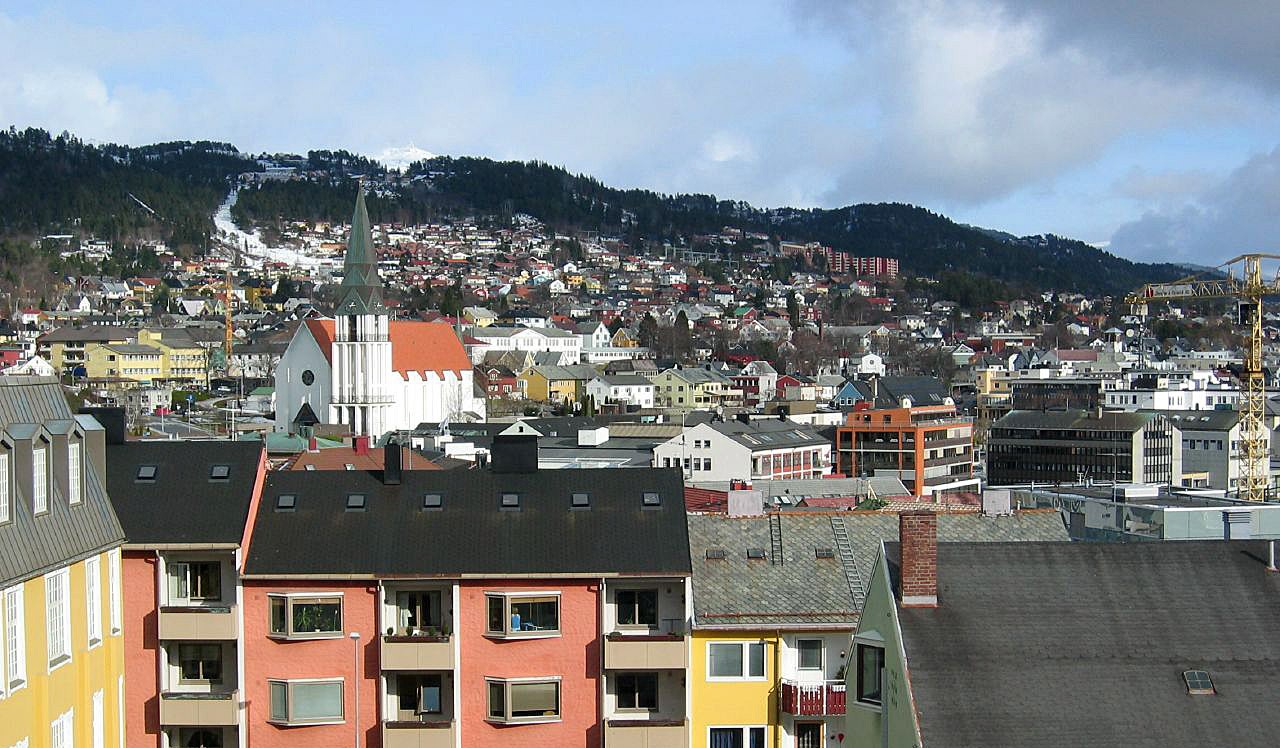
Widok na Molde, po lewej katedra

Molde – norweskie miasto i gmina leżąca w gminie Møre og Romsdal, w okręgu Romsdal. Położone jest na półwyspie Romsdalshalvøya, nad wodami Romsdalsfjordu. Jest centrum administracyjnym okręgu Møre og Romsdal, gminy Molde, głównym miastem regionu Romsdal oraz siedzibą diecezji Møre. Gmina ma powierzchnię 362,02 km², co czyni ją 254. norweską gminą pod tym względem. Zamieszkana jest przez 24 795 osób (2010).
Molde pojawiło się jako miasto handlowe w późnym średniowieczu. W roku 1614 otrzymało oficjalnie prawa handlowe, a w 1742 prawa miejskie. Gmina Molde została ustanowiona 1 stycznia 1838 (formannskapsdistrikt). W XVIII i XIX wieku stało się centrum norweskiego przemysłu tekstylnego i odzieżowego. 1 stycznia 1964 zostało połączone z gminą Bolsøy i częścią Veøy.
Nazwa pochodzi ze staronordyjskiego słowa Moldar oznaczającego liczbę mnogą od mold (żyzna ziemia) lub od moldr (czaszka lub forma).

## Demografia
Według danych z roku 2005 gminę zamieszkuje 24 124 osób. Gęstość zaludnienia wynosi 66,64 os./km². Pod względem zaludnienia Molde zajmuje 36. miejsce wśród norweskich gmin.
| ludność stan na 1 stycznia 2005 |         |           |        |
|                                 | kobiety | mężczyźni | razem  |
| osób                            | 11 921  | 12 203    | 24 124 |
| %                               | 49,42%  | 50,58%    | 100%   |

| wykształcenie stan na 1 października 2004 |        |         |        |        |
|                                           | podst. | średnie | wyższe | niezn. |
| osób                                      | 3137   | 10 485  | 5302   | 333    |
| %                                         | 16,29% | 54,45%  | 27,53% | 1,73%  |

## Edukacja
Według danych z 1 października 2004:
- liczba szkół podstawowych (norw. grunnskolar): 17
- liczba uczniów szkół podst.: 3281

## Sport
- Molde FK – klub piłkarski

## Władze gminy
Według danych na rok 2011 administratorem gminy (norw. rådmann) jest Arne Sverre Dahl, natomiast burmistrzem (norw. ordfører, d. borgermester) jest Jan Petter Hammerø.